# Мери Макалис
Мери Макалис (ир. Máire Pádraigín Bean Mhic Ghiolla Íosa, енгл. Mary McAleese, IPA: ; Белфаст, 27. јун 1951) је осми по реду председник Републике Ирске.
Друга је жена на челу Ирске и прва жена на свету која је наследила неку другу жену (Мери Робинсон) на месту изабраног шефа државе. За председника је први пут изабрана 1997. а други пут 2004. и то без избора будући да није имала противкандидата. Макалисова је рођена у Белфасту и први је председник Републике Ирске рођен у Северној Ирској. Пре избора за председника бавила се адвокатуром и новинарством. На првим изборима је била кандидат странке Фијана Фол (Fianna Fáil), док је на другим наступила као самостални кандидат уз подршку Фијана фојла.